# Natan Rybak
Natan Samijłowycz Rybak (ukr. Натан Самійлович Рибак, ur. 21 grudnia 1912?/3 stycznia 1913 we wsi Iwaniwka w obwodzie kirowohradzkim, zm. 2 września 1978 w Kijowie) – ukraiński radziecki pisarz pochodzenia żydowskiego.

## Życiorys
W latach 1929–1931 studiował w Kijowskim Instytucie Chemiczno-Technologicznym, później pracował w redakcjach i wydawnictwach, m.in. w redakcji pisma „Traktor” w Charkowie, „Mołodoj Bolszewik” w Kijowie, gazety „Komsomolec Ukrainy" w Kijowie i wydawnictwie „Radianśka literatura” w Charkowie. W latach 1940–1941 i ponownie 1947–1954 był głównym redaktorem wydawnictwa „Radianśkyj pyśmennyk” w Kijowie, a od 1943 do 1946 korespondentem wojennym. Publikować zaczął w 1930. Pisał m.in. na tematy związane z wojną 1918–1922, wielką wojną ojczyźnianą 1941–1945, „budownictwem socjalistycznym” i o tematyce historycznej. Pisał też opowieści biograficzne, m.in. Pomyłka Onore de Balzaka (1940), powieści historyczne z czasów Bohdana Chmielnickiego – dylogia Rada Perejasławska (t. 1-2, 1948–1953, wyd. pol. 1951–1954) i społeczno-psychologiczne z życia inteligencji – trylogia Czas spodiwań i zwerszeń (1960–1965) i Sołdaty bez mundiriw (1966). Za Radę Perejasławską w 1950 otrzymał Nagrodę Stalinowską. Był również odznaczony Orderem Rewolucji Październikowej, Orderem Wojny Ojczyźnianej I i II klasy, dwukrotnie Orderem Czerwonego Sztandaru Pracy i Orderem Czerwonej Gwiazdy oraz medalami.